# Reinier Kok
Reinier Kok (Hoenkoop, 13 oktober 1890 - Soest, 16 december 1982) was een predikant van de Gereformeerde Gemeenten en de Christelijke Gereformeerde Kerken.
In 1915 werd hij door dominee G. H. Kersten bevestigd tot predikant van de Gereformeerde Gemeente te Aagtekerke. Daarna diende hij de Gereformeerde Gemeenten te Gouda en Veenendaal. In 1950 werd Kok geschorst na een langslepend conflict over het begrip 'belofte'. Zijn grootste tegenstander was Cornelis Steenblok. Deze schorsing zorgde voor zoveel onrust in het kerkverband, dat er in 1953 een scheuring ontstond. Ds. Kok zelf stapte in 1956 over naar de Christelijke Gereformeerde Kerken. Binnen dit kerkverband diende hij de gemeenten Ede, Alphen aan den Rijn, Ameide en Nijkerk. In Nijkerk ging hij op 12 december 1979 met emeritaat. Bij die gelegenheid werd hij benoemd tot Ridder in de orde van Oranje Nassau. Hij bleef preken tot zijn overlijden in 1982.
Een niet onaanzienlijk deel van het nageslacht van ds. Kok is eveneens predikant geworden.
Kok was een van de medeoprichters van de Staatkundig Gereformeerde Partij en het blad Bewaar het Pand binnen de Christelijke Gereformeerde Kerken.
In de Tweede Wereldoorlog was Kok betrokken bij het verzet. Hij ging hiermee in tegen de meer passieve houding van de voorman van zijn kerkverband, Henri Kersten.
Zelfs vele jaren later zorgde de schorsing voor verhitte discussies. In 2007 stelde Rinus Golverdingen, predikant van de Gereformeerde Gemeenten, in zijn dissertatie dat de schorsing van Kok onzorgvuldig was en berustte op een 'betreurenswaardig' misverstand.

## Trivia
- Het gezin van ds. Kok staat centraal in de historische jeugdroman Vechten in Veenendaal van geschiedenisdocent Jan Vermeulen.[5]
- In 1989 schreef Rik Valkenburg hierover het boek Wie was ds. R. Kok eigenlijk?